# Skånings-Åsaka församling
Skånings-Åsaka församling var en församling i Skara stift och i Skara kommun. Församlingen uppgick 2006 i Norra Vings församling.

## Administrativ historik
Församlingen har medeltida ursprung. Före den 1 januari 1886 (ändring enligt beslut den 17 april 1885) var namnet Åsaka församling.
Församlingen utgjorde till 1 maj 1922 ett eget pastorat med undantag av en period från efter 1551 till 1575 då församlingen var annexförsamling i ett pastoratet med Synnerby som moderförsamling. Från 1 maj 1922 till 2002 var den annexförsamling i pastoratet (Norra) Ving, Stenum, Skärv och Skånings-Åsaka. Församlingen ingick mellan 2002 och 2006 i Skara pastorat och uppgick 2006 i Norra Vings församling.

## Kyrkor
- Skånings-Åsaka kyrka